# Hjalmar Bergman
 (mars 2022).
Pour les articles homonymes, voir Bergman.
Hjalmar Bergman, né le 19 novembre 1883 à Örebro (Suède) et décédé le 1er janvier 1931 à Berlin (Allemagne), est un romancier, dramaturge et scénariste suédois. Il est considéré par les Suédois comme leur plus grand auteur du XXe siècle, et est un des auteurs assurant la suite de Strindberg entre 1912 et 1930.

## Biographie
Après une carrière de scénariste de films à Hollywood, sans succès, l’alcoolisme et l’usage de narcotiques causent sa mort prématurée.

## Œuvre en suédois

### Romans
- Solivro, 1906
- Blå Blommor, 1907
- Savonarola, 1909, version revue en 1928
- Hans nåds testamente, 1910 Le Testament de Sa Grâce, traduit par Elena Balzamo, Nantes, l'Élan, 1998  (ISBN 2-909027-33-3)
- Vi Bookar, Krokar och Rothar, 1912
- Loewenhistorier, 1913
- Komedier i Bergslagen, I-III, 1914-1916
  - I : Två släkter, 1914
  - II : Dansen på Frötjärn, 1915
  - III : Knutsmässo marknad, 1916
- Falska papper (följetong i Bonniers Månadshäften), 1915
- Mor i Sutre, 1917
- En döds memoarer, 1918
- Markurells i Wadköping, 1919 Les Markurell, traduit par K. Dubois-Heyman, Paris, Stock, 1931 Les Markurell de Wadköping, traduit par Georges Ueberschlag, Nantes, l'Élan, 1998  (ISBN 2-909027-36-8)
- Herr von Hancken, 1920 Monsieur von Hancken, traduit par Georges Ueberschlag, Nantes, l'Élan, 2001  (ISBN 2-909027-47-3)
- Farmor och Vår Herre, 1921 Grand-mère et Notre-Seigneur, traduit par Elena Balzamo et Georges Ueberschlag, Nantes, l'Élan, 2003  (ISBN 2-909027-53-8)
- Eros' Begravning, 1922
- Jag, Ljung och Medardus, 1923
- Chefen fru Ingeborg, 1924
- Flickan i frack, 1925
- Jonas och Helen, 1926
- Kerrmans i paradiset, 1927
- Lotten Brenners ferier, 1928
- Clownen Jac, 1930 Le Clown Jac, traduit par Philippe Bouquet, Nantes, l'Élan, 2004  (ISBN 2-909027-57-0)

### Nouvelles
- Amourer, 1910
- Noveller (41), 1913-1920, bl.a. publicerade i Hvar 8 Dag och Bonniers Månadshäften
- Herr Markurells död, publicerad i Vintergatan 1922
- Loewennoveller (4), 1915-1926
- Noveller (43), 1921-1930
- Den andre, 1928
- Kärlek genom ett fönster (13), 1929

### Théâtre
- Maria, Jesu moder, läsdrama, 1905
- Eva, 1908
- Vävaren i Bagdad, 1920-talet
- Falska papper, 1916
- Ett experiment, 1917
- Friarna på Rockesnäs, 1918
- Lodolezzi sjunger, 1918
- Sagan, 1919 Une saga, texte français de Carl-Gustav Bjurström et Roger Richard, Paris, L'Avant-scène no 199, 1959
- Spelhuset, slutet av 1910-talet
- Skandalskrivaren, 1919
- Swedenhielms, 1923 Les Gants blancs, texte français de  Lissi Olsson, Paris, Théâtre de l'Avenue, 1933
- Dollar, 1926 — adapté au cinéma en 1938 par Gustaf Molander sous le titre Dollar, avec Ingrid Bergman —
- Döden som läromästare, 1926
- Patrasket, 1928 Dollar, Joë et Cie, texte français de  Lissi Olsson, Paris, Théâtre de l'Avenue, 1932
- Markurells i Wadköping; scenversion, 1929
- Snödropparna
- Parisina
- Lönngången
- Fusk
- Porten
- Marionettspel (3)
- Radiodramatik (7)
- Ett proverb - B.B.-novellen
- Ett festspel
- Filmnoveller (11)

### Divers
- Junker Erik, 1908
- Nya sagor (14), 1924
- Sagor (36), 1909-1927
- Karl XII, 1925 (scénariste)

## Adaptation au cinéma
(filmographie partielle)
- 1931 : Les Markurell de Wadköping (Markurells i Wadköping) de Victor Sjöström
- 1935 : Swedenhielms de Gustaf Molander
- 1938 : Dollar de Gustaf Molander